# Ha Jung-eun
Pour les articles homonymes, voir Ha.
Dans ce nom coréen, le nom de famille, Ha, précède le nom personnel.
Ha Jung-eun est une joueuse de badminton sud-coréenne née le 26 avril 1987 à Busan.
Elle obtient aux Championnats du monde de badminton 2010 à Paris la médaille de bronze en double mixte avec Ko Sung-hyun.
Elle est disqualifiée lors des Jeux olympiques d'été de 2012 avec sept autres joueuses de badminton pour « n'avoir pas fait tout leur possible pour remporter la victoire »,.